# Gyrinus picipes
Gyrinus picipes är en skalbaggsart. Gyrinus picipes ingår i släktet Gyrinus och familjen virvelbaggar. Inga underarter finns listade i Catalogue of Life.